# Лемболовская возвышенность
Ле́мболовская возвы́шенность (Лемболовские высоты; устар. фин. Lempaalan ylänkö) — возвышенность в центральной части Карельского перешейка.

## География
Расположена в Приозерском, Выборгском и Всеволожском районах Ленинградской области.
Название возвышенности происходит от одноимённого озера.
Высшая точка Лемболовской возвышенности — гора Кивисюрья (фин. Kivisyrjä — Каменное ребро), высота — 203,7 м над уровнем моря (по данным начала XX века — 206 м, по данным финских довоенных топографов — 205 м, по данным Большой советской энциклопедии — 201 м), расположена недалеко от посёлка Новожилово, в урочище Каменная Гора, она же высшая точка Карельского перешейка.

## Геология
Возвышенность сложена мореной последнего антропогенового оледенения. На склонах развиты камы и террасы приледниковых озёр.
Ландшафт камовый, в центральной части имеет характер плато, в восточной части — холмисто-грядовый.
Камовые холмы сложены песками с гравием и галькой, котловины частично заболочены. Почвы на возвышенности супесчаные, среднеподзолистые и подзолисто-болотные.

## Гидрология
Лемболовские высоты являются водоразделом рек, впадающих в Финский залив, Неву и Ладожское озеро.
Здесь берут своё начало реки: Сестра, Охта, Волочаевка, Смородинка, Мокроус, Сосновка, Странница, Кожица, Муратовка, Ятки.
В воде озёр, расположенных на возвышенности, отмечается высокое содержание соединений железа.

## Природа
Живописный район Карельского перешейка, покрытый смешанным лесом, имеет несколько охраняемых территорий:
- Заказник «Долина реки Смородинка»;
- Заказник «Ореховский»;
- Заказник «Термоловский».

## Экономика
Сельскохозяйственные угодья занимают около 5 %.
Лемболовская возвышенность — это популярное место отдыха и занятий спортом.
Здесь ведётся активное коттеджное строительство.

## Спорт
На северной оконечности возвышенности расположены популярные горнолыжные центры «Игора» и «Коробицыно», на южной — «Охта-парк».